# Leon Schots (burgemeester)
Jozef Leon Schots (Waanrode, 5 oktober 1926 - Diest, 26 juni 1991) was een Belgisch politicus voor de PVV.

## Levensloop
Schots was burgemeester van Kortenaken van 1977 tot 1982 en van 1989 tot aan zijn overlijden in juni 1991. Na zijn overlijden werd André Alles waarnemend burgemeester van de gemeente.